# Paragoga
Paragoga (iz grčkog: παραγωγή, paragogé), u starijim hrvatskim izvorima i zasuvak, naziv je za epentetsko dodavanje glasa ili sloga na kraj riječi u svrhu naglašavanja, izmjene gramatičkog značenja ili kao nezavisni razvoj u jeziku. Česta je pojava pri prilagodbi stranih riječi u nekom jeziku.
Neki su jezici pretrpjeli paragogu kao glasovnu promjenu, što se vidi po razmjerno dužem suvremenom obliku riječi s obzirom na njihov povijesni razvoj. Za primjer se može uzeti talijanska riječ sono („jesam”), koja je nastala iz latinske riječi sum. Katkad se, kao i u već navedenome primjeru, paragoga manifestira kao sinharmonijski samoglasnik, primjerice: praoceanijski *saqat u uneapa zaɣata („loš”).

## Posuđenice
Neki jezici dodaju glas na kraj posuđenice kako bi izbjegli neprirodnu strukturu, tj. odstup sloga. Neki pak dodaju gramatički dodatak na kraj posuđenice kako bi ju mogli sklanjati.

### Primjeri
- eng. rack – fin. räkki
- eng. gal – jap. gyaru (kana: ギャル)
- eng. golf – port. golfe

#### Gramatičke adaptacije
- eng. computer – let. kompjūters
- osmanski turski rakı (arap. راقى) – hrv. rakija

## Nasljeđenice
Paragoga se može pojaviti i kod naslijeđenih riječi u jeziku, što je slučaj kod mnogih riječi romanskih jezika.

### Primjeri
- lat. sunt – it. sono
- lat. fine – kat. fins
- praoceanijski *saqat – tamambo sati
- pra-malajsko-polinezijski *bayaD – makasarski báyaraʔ